# 분꽃과
분꽃과(粉-科, 학명: Nyctaginaceae 닉타기나케아이[*])는 석죽목의 과이다.
주로 남·북 양반구의 열대·아열대에 분포하며 약 20속의 150종 정도가 알려져 있는데, 한국에서는 분꽃 1가지만이 재배되고 있다.
초본이나 관목으로 존재하며, 잎은 보통 마주나고 턱잎은 없다. 꽃은 대부분 양성화이지만, 종류에 따라서는 단성화인 것도 있으며, 취산꽃차례를 이룬다. 꽃 밑부분에는 꽃받침 모양의 포엽이 있는데, 종종 2-5개의 아름답게 물든 잎 모양의 포엽이 된다. 한편, 5개의 꽃덮이조각은 통 모양으로 합쳐져 꽃받침통을 형성하고 있다. 수술은 1-30개로서 밑부분이 통 모양으로 합쳐져 있다. 씨방은 상위로 1개의 심피로 이루어져 있으며, 안에는 1개의 방이 존재하는데, 그 밑부분에는 1개의 밑씨가 존재한다. 열매는 수과이다.

## 하위 분류
레우카스테르족(Leucastereae Benth. & Hook.f.)
- Andradea Allemão
- Leucaster Choisy
- Ramisia Glaz. ex Baill.
- Reichenbachia Spreng.

볼도아족(Boldoeae Heimerl)
- Cryptocarpus Kunth
- Salpianthus Bonpl.

부겐빌레아족(Bougainvilleeae Choisy)
- 부겐빌레아속(Bougainvillea Comm. ex Juss.)
- Belemia Pires
- Phaeoptilum Radlk.

분꽃족(Nyctagineae Horan.)
- 분꽃속(Mirabilis Riv. ex L.)
- Abronia Juss.
- Acleisanthes A.Gray
- Allionia L.
- Anulocaulis Standl.
- Boerhavia Vaill. ex L.
- Commicarpus Standl.
- Cuscatlania Standl.
- Cyphomeris Standl.
- Nyctaginia Choisy
- Okenia Schltdl. & Cham.
- Quamoclidion Choisy
- Tripterocalyx (Torr.) Hook.

카리베아족(Caribeeae N.Douglas & Spellenb.)
- Caribea Alain

콜리그노니아족(Colignonieae Standl.)
- Colignonia Endl.

피소니아족(Pisonieae Meisn.)
- Cephalotomandra H.Karst. & Triana
- Ceodes J.R.Forst. & G.Forst.
- Guapira Aubl.
- Neea Ruiz & Pav.
- Neeopsis Lundell
- Pisonia Plum. ex L.
- Pisoniella Standl.
- Rockia Heimerl